# Kyjovice (okres Znojmo)
Obec Kyjovice (německy Gaiwitz) se nachází v okrese Znojmo v Jihomoravském kraji. Žije zde 146 obyvatel.

## Historie
První písemná zmínka o obci pochází z roku 1275.

## Pamětihodnosti
- Kaple svatého Bartoloměje
- Kaplička u silnice do Prosiměřic
- Socha svatého Jana Nepomuckého

## Galerie

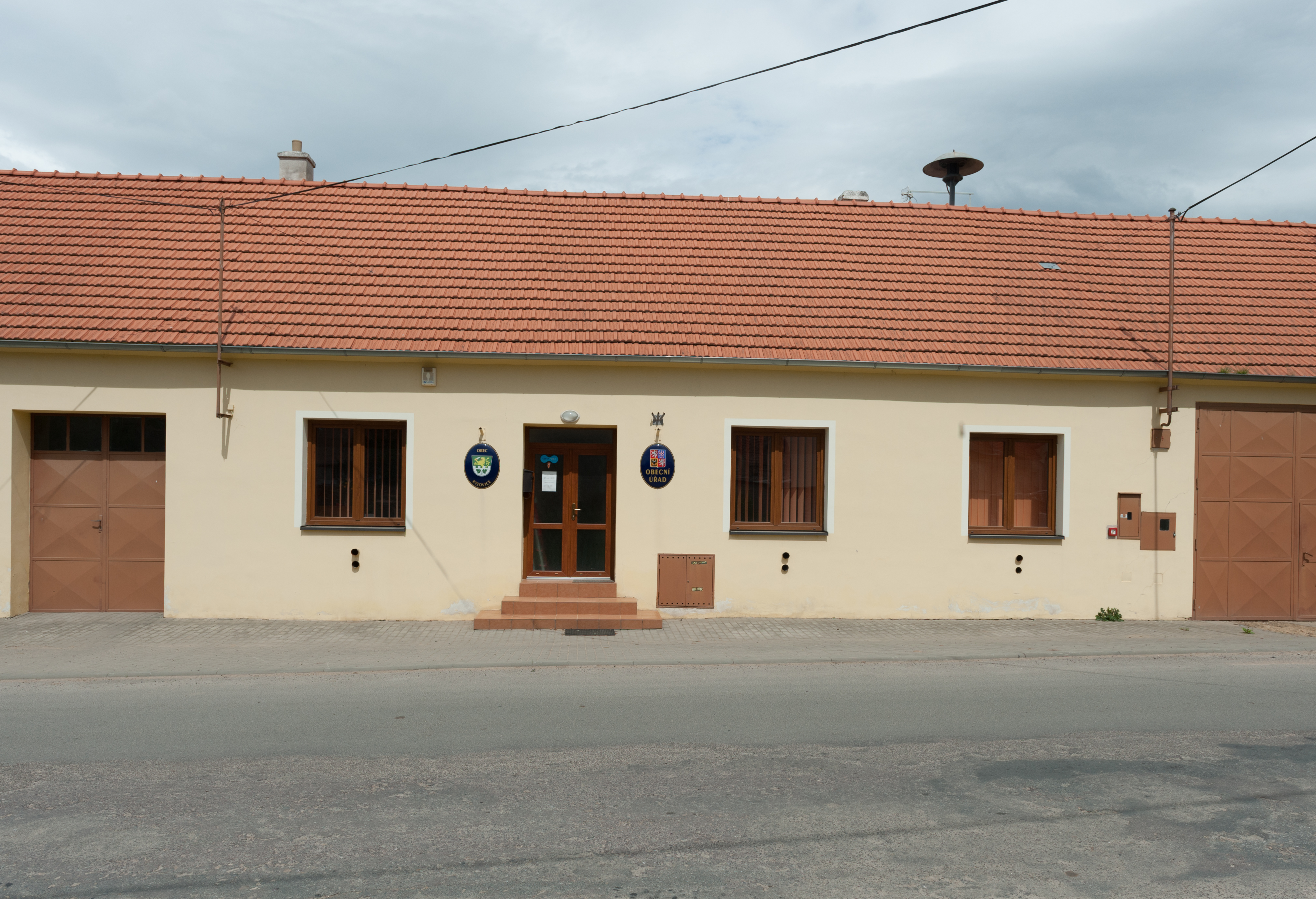
Obecní úřad
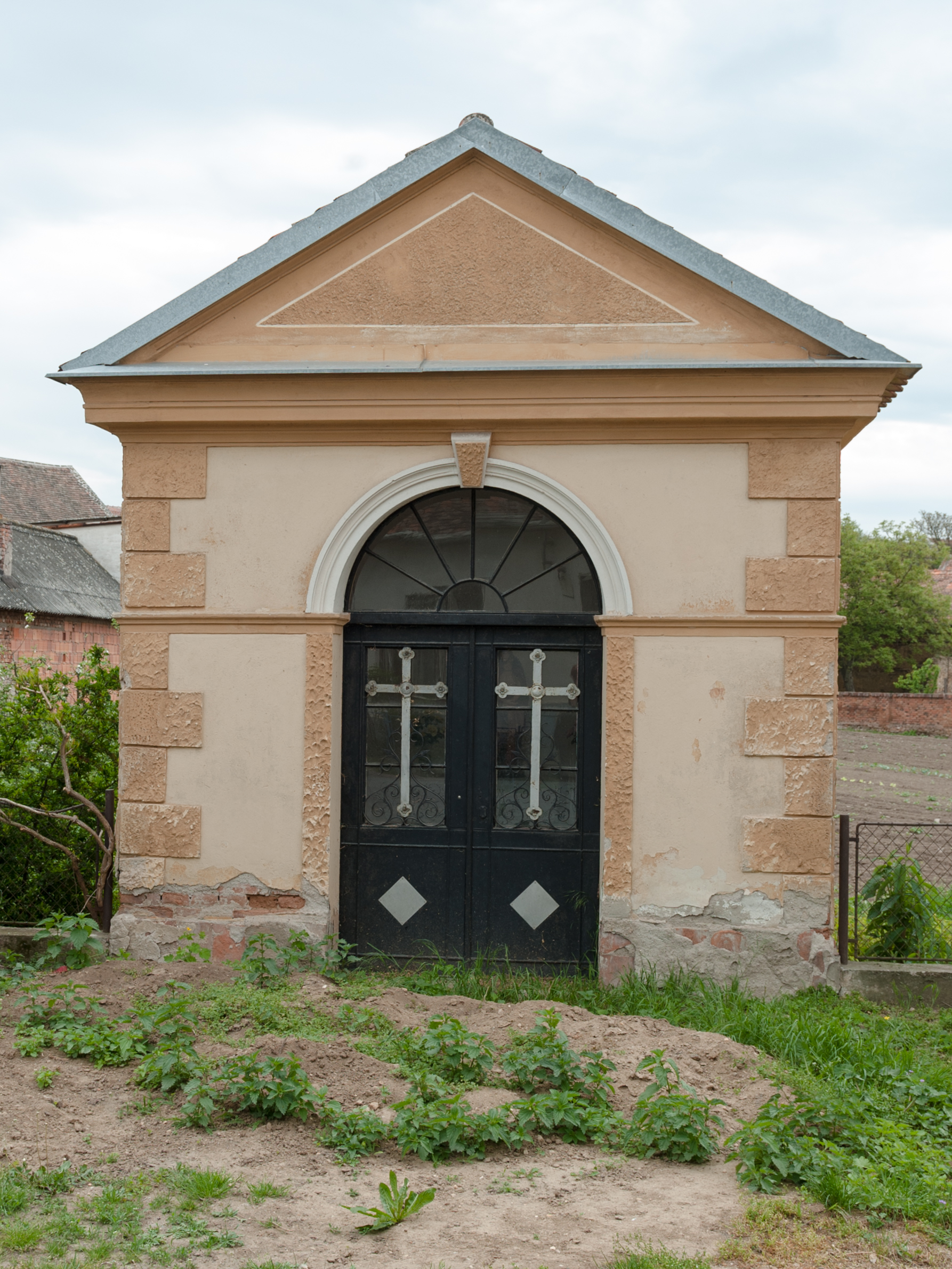
Kaplička u silnice do Prosiměřic
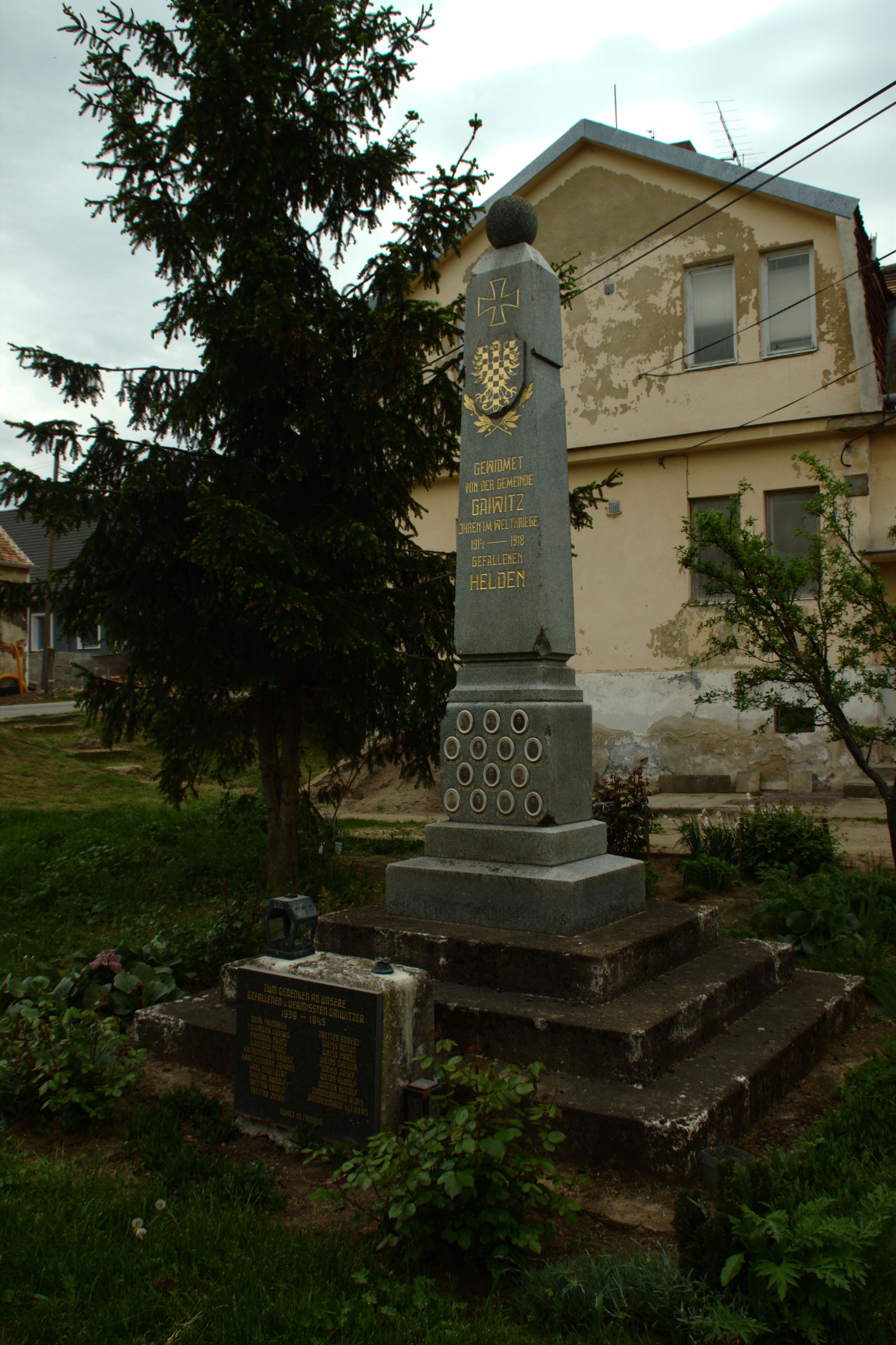
Pomník padlým